# آثارالحق
کتاب آثارالحق، حاصل تعلیمات شفاهی نورعلی الهی است که طی سال‌های ۱۳۴۳ شمسی تا زمان درگذشتش در سال ۱۳۵۳ شمسی، در جلسات غیر رسمیِ دوستانه به حاضران انتقال می‌یافت. چند سال بعد از درگذشت الهی، یادداشت‌هایی که توسط برخی از شاگردانش از این تعلیمات برداشته شده بود، توسط فرزندش، بهرام الهی، در دو مجلد به نام‌های آثارالحق جلد اول (۱۳۵۶) و آثارالحق جلد دوم (۱۳۷۰) گردآوری و منتشر شدند.
آثارالحق به صورت گفتارهای کم و بیش طولانی بیان شده‌است. هدف نورعلی الهی از بیان گفتارها، ایجاد انگیزه و شوق حق‌پرستی در حاضران و توجه دادن آنان به مبدأ بود، نه بررسی مباحث فلسفی یا فقهی و کلامی. از این رو گفتارها برخلاف دیگر تألیفاتش، به سبک محاوره‌ای و با بیان ساده بیان و تنظیم شده‌است، و قالب ادبی یا اسلوب نگارشی خاصی در آن به کار نرفته است.
گفتارها در جلد اول آثارالحق به ترتیب موضوع و در جلد دوم بیشتر بر اساس تاریخ، مرتب شده‌اند. آثارالحق جلد اول شامل هفت بخش و جلد دوم شامل دو بخش می‌باشد که بعضی از موضوعات این دو کتاب عبارتند از: سلوک معنوی، خودشناسی، مبدأ و معاد، حقوق و وظایف، کیفیات اخلاقی و غیره.
جیمز موریس در مورد تعلیمات شفاهی نورعلی الهی می‌گوید: «استاد الهی با تعلیمات شفاهی خود و پاسخ به سه سؤال بنیادین متافیزیکی و اخلاقی دربارهٔ اصل و فطرت انسان، حقوق و وظایف و مقصد نهایی‌اش، دانشگاه معنوی را برای هرانسانی فارغ از فرهنگ و عقیده خاص، بنیان نهاد. تعلیمات استاد الهی، روش عملی منسجمی را در اختیار انسان می‌نهد که امکان پیشرفت معنوی او را در مراحل مختلف فراهم می‌کند. از نکات اساسی آموزه‌های او می‌توان به توضیح مفهوم نقش مظهریت الهی اشاره کرد.»
شالوده و اساس اندیشهٔ نورعلی الهی، بر جوهر و اصول اصلی کلیهٔ ادیان الهی استوار است. از این رو نمی‌توان این اندیشه را به دین یا مذهب، یا مرام خاصی منسوب کرد. وی، همان‌طور که از گفتارهایش برمی‌آید، به همهٔ ادیان و عقاید احترام می‌گذارد و هر کس را در انتخاب مذهب آزاد می‌داند، هر چند، برای سیر کمال روح، آن مذهبی را توصیه می‌کند که با اصول ادیان الهی مغایر نباشد.